# Antoine Aymès
Pour les articles homonymes, voir Aymès.
Antoine Marie Auguste Aymès, né le 9 mai 1836 à Largentière (Ardèche) et mort le 28 février 1910 à Draguignan (Var), était un officier de marine français, explorateur de l'Afrique occidentale.

## Biographie
Antoine Aymès entre à l'école navale en 1854.
Le 1er juillet 1856, il est nommé aspirant à Toulon. Il participe à la campagne d'Italie à bord de la Bretagne.
Le 1er août 1860, il est enseigne de vaisseau et participe à la guerre du Mexique à bord de l'Éclair, .
Le 4 avril 1865, il est nommé Lieutenant de vaisseau.
En 1867, sur ordre de l'amiral Alphonse Fleuriot de Langle, il remonte l’Ogooué pour faire la liaison avec les grands lacs de l’Afrique centrale.
Après 1870, il explore les estuaires du Gabon et du Comoé.
En 1871, il commande l'aviso Pygmée, il continue ses relevés hydrographiques sur les côtes du Gabon. Il publie huit cartes de la région.
En 1875, il est instructeur sur l'Alexandre, puis en 1877 sur la Couronne.
En 1878, il sert sur le cuirassier Provence.
Le 12 juillet 1881, il est nommé capitaine de frégate.
En 1885, il commande les transports Annamite et en 1887 Bien-Hoa avec lesquels il fait deux campagnes au Tonkin,.
En 1890, il quitte le service actif,.

## Distinctions
- Chevalier de la Légion d'honneur le 10 août 1868[3],[1]
- Officier de la Légion d'honneur le 29 juin 1886[3],[1]

## Œuvres
- lieutenant de vaisseau Aymès, « Résumé du voyage d'exploration de l'Ogôoué », Bulletin de la Société de géographie,‎ 1868-1869[3].
- lieutenant de vaisseau Aymès, « Exploration de l'Ogoway (Afrique occidentale) », Revue maritime et coloniale,‎ 1870[3].
- Antoine Aymès, Côte occidentale d'Afrique : croquis du fleuve Ogôoué : levé en Mai 1867 d'après les ordres de Mr. le contre-amiral, vicomte Fleuriot de Langlé, Paris, Département de la marine et des colonies, 1869[4].
- M. Auguste Aymes, « Régulation des compas au moyen du fer doux. Balance magnétique. Considérations sur le meilleur compas. », Revue maritime et coloniale, Paris, Berger-Levrault,‎ 1881[5].
- M. Aymes, Instruction-éducation, vol. 1, Draguignan, impr. de Olivier-Joulian, 1898[5].
- M. Aymes, L'Aurore des temps nouveaux : 2e leçon : Politique et religion, ou le Fruit défendu, Draguignan, impr. de Olivier-Joulian, 1902[5].